# Alberto Arévalo
Alberto Arévalo Alcon (8 febbraio 1995) è un tuffatore spagnolo, specializzato nel trampolino.

## Biografia
Alla Coppa del mondo di tuffi di Tokyo 2021 ha ottenuto il quattordicesimo posto nel trampolino 3 metri, risultato che gli ha garantito la qualificazione ai Giochi olimpici organizzati dal Paese nipponico.

## Palmarès
| Anno | Manifestazione   | Sede           | Evento          | Risultato | Prestazione | Note |
| ---- | ---------------- | -------------- | --------------- | --------- | ----------- | ---- |
| 2014 | Europei di nuoto | Berlino        | Trampolino 1m   | 14º P     | 320,95      |      |
| 2014 | Europei di nuoto | Berlino        | Trampolino 3m   | 23º P     | 318,20 p.   |      |
| 2016 | Coppa del mondo  | Rio de Janeiro | Trampolino 3m   | 48º P     | 304,95 p.   |      |
| 2016 | Europei di nuoto | Londra         | Trampolino 1m   | 16º P     | 314,75 p.   |      |
| 2016 | Europei di nuoto | Londra         | Trampolino 3m   | 12º       | 311,75 p.   |      |
| 2016 | Europei di nuoto | Londra         | Sincro 3m misti | 8º        | 245,16 p.   |      |
| 2017 | Mondiali         | Budapest       | Trampolino 1m   | 23º P     | 333,05      |      |
| 2017 | Mondiali         | Budapest       | Trampolino 3m   | 32º P     | 372,45      |      |
| 2018 | Europei di nuoto | Glasgow        | Trampolino 1m   | 15º P     | 314,00      |      |
| 2018 | Europei di nuoto | Glasgow        | Trampolino 3m   | 17º P     | 305,90 p.   |      |
| 2019 | Europei di tuffi | Kiev           | Trampolino 1m   | 27º       | 251,45 p.   |      |
| 2019 | Universiade      | Napoli         | Trampolino 1m   | 7º        | 271,00 p.   |      |
| 2019 | Universiade      | Napoli         | Trampolino 3m   | 8º        | 367,00 p.   |      |
| 2021 | Coppa del mondo  | Tokyo          | Trampolino 3m   | 14º SF    | 375,90 p.   |      |
| 2021 | Europei di nuoto | Budapest       | Trampolino 1m   | 16º P     | 306,90 p.   |      |
| 2021 | Europei di nuoto | Budapest       | Trampolino 3m   | 12º       | 349,40 p.   |      |